# Displacement mapping
Il displacement mapping è una tecnica utilizzata nella computer grafica 3D per modellazione degli oggetti. Essa non utilizza gli strumenti standard di modifica, ma si basa sull'elaborazione di immagini in scala di grigio.

Il displacement mapping utilizza lo stesso principio dell'"Images mapping" (mappatura di immagini), ad esempio il "Bump mapping" (rugosità), con la differenza che il displacement interviene direttamente sulla geometria del modello, modificandola. Agendo nella direzione "normale" della superficie, la mappa di displacement provoca uno spostamento in senso positivo dei punti del modello corrispondenti alle zone chiare dell'immagine, e in senso negativo di quelli corrispondenti alle zone scure. Può essere considerato per questo motivo come uno strumento di deformazione della mesh attraverso immagini e viene utilizzato sia su modelli organici che geometrici.

Si possono distinguere due generi di displacement mapping:
- Displacement Geometrico – agendo direttamente sui punti della mesh poligonale, questo tipo di displacement necessita di un alto livello di tasselizzazione della mesh per produrre risultati buoni, ha quindi lo svantaggio di produrre modelli molto pesanti e difficilmente gestibili.
- Displacement per Micropoligoni (Microdisplacement) – il displacement per Micropoligoni genera in automatico un grande numero di piccole facce triangolari (anche molti milioni), ed è in grado di realizzare modelli molto dettagliati. La particolarità e il grande vantaggio di questo sistema risiede nel fatto che la tassellizzazione del modello avviene solo in fase di rendering o pre-visualizzazione (è cioè temporanea), mentre non va a interessare la geometria di base che può mantenersi così molto semplice. Per estremo, utilizzando un solo poligono piano e un'immagine mappata, si può ottenere in fase di rendering un modello perfettamente definito (ad es. un terreno frastagliato o un bassorilievo scultoreo).Displacement per micropoligoni, ottenuto da un unico poligono quadrangolare

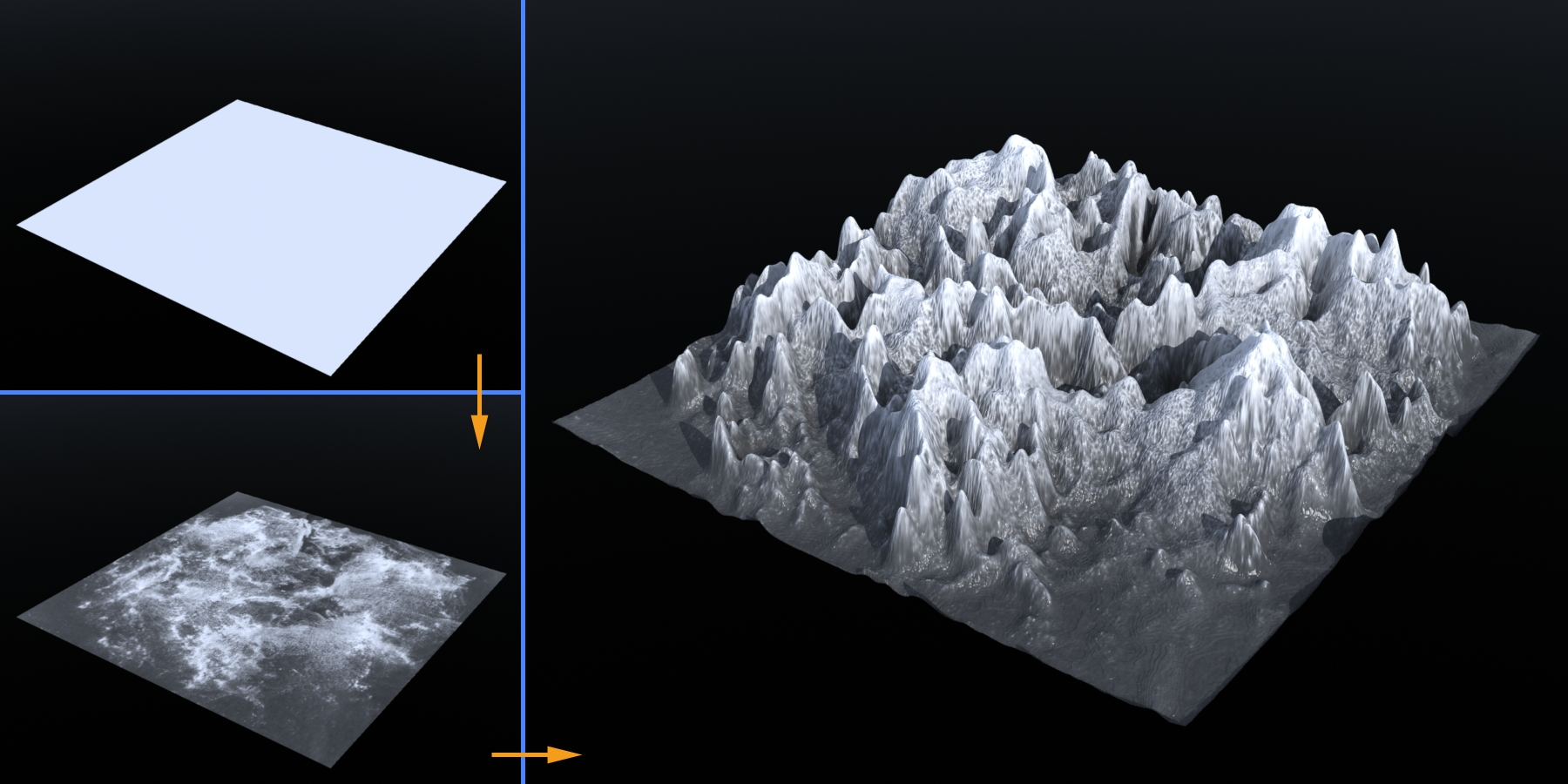
Displacement per micropoligoni, ottenuto da un unico poligono quadrangolare